# Stockholms stads allmänna pantlåneinrättning

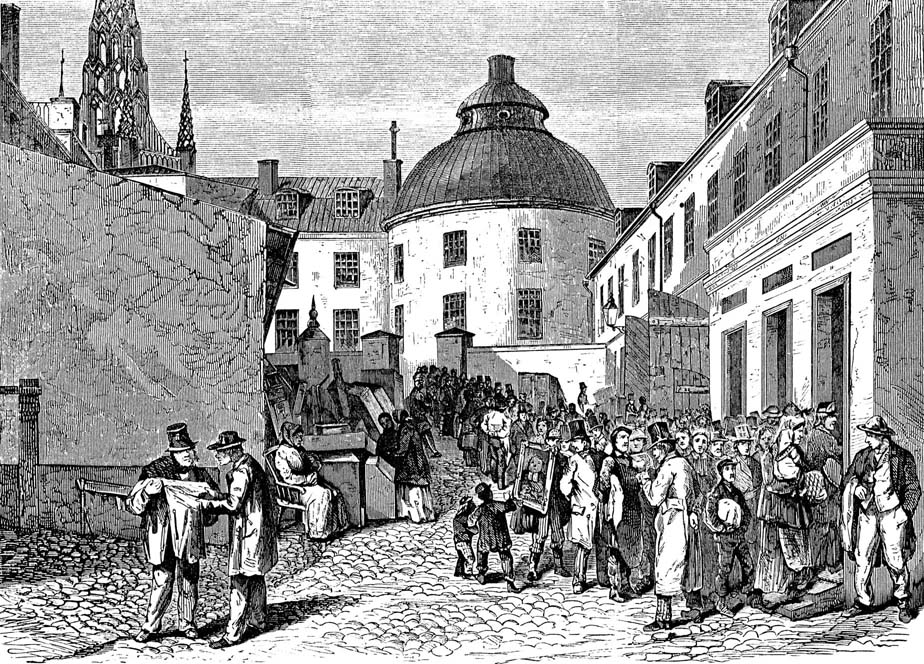
Köande folk på Assistansgården, på Riddarholmen, som tog sig in i pantlånekontoret genom Ludvig Hedins ritade vestibul. ”Ur de fattiges liv: vid pantlånekontoret å Riddarholmen”, Ny Illustrerad Tidning 1868.

Stockholms stads allmänna pantlåneinrättning, som existerade 1848-1891, hade lokaler i Assistansen på Riddarholmen. Verksamheten hade sitt ursprung i det Generalassistanskontor, som inrättades i Stockholm genom av K. Maj:t utfärdat privilegium och reglemente 1772 21/11. Detta Generalassistanskontor övertogs 1833 på entreprenad av enskild person och ombildades genom K. brev 1848 22/2 från 1848 1/4 till ett stadens ämbetsverk under styrelse av Drätselkommissionen, men under förvaltning av en särskild föreståndare. 1864 övertogs inrättningens styrelse av Drätselnämndens första avdelning. Inrättningen upphörde med september månads utgång 1890 att utlämna lån och avvecklades i slutet av juni 1891.